# Décalage de Lamb

Structure fine des niveaux d'énergie dans l'hydrogène. À gauche, suivant le modèle atomique de Bohr, un faible niveau d'énergie sépare les sous-couches électroniques 2p et 2s. À droite, le modèle de Dirac prédit toujours la même différence d'énergie entre les sous-couches 2s et 1s, sans toutefois expliquer les deux raies de Lyman. La théorie de Lamb, qui permet d'affirmer que la sous-couche 2p se divise en deux niveaux d'énergie (2p_{3/2} et 2p_{1/2}), explique mieux les raies de Lyman observées.

En physique quantique, le décalage de Lamb ou déplacement de Lamb (en anglais Lamb shift) représente la différence d'énergie entre les deux niveaux de l'atome d'hydrogène, notés en termes spectroscopiques : 2S1/2 et 2P1/2. Ce décalage n'est pas prédit par l'équation de Dirac, qui donne la même énergie à ces deux états. Il a été découvert par Willis Eugene Lamb et son étudiant Robert Retherford, en 1947.
À la suite de la découverte de Lamb, il a été démontré que ce décalage est dû à l'interaction entre les fluctuations quantiques du vide et l'électron de l'hydrogène dans ces orbitales. Le décalage de Lamb a depuis joué un rôle important, à travers la validation des fluctuations de l'énergie du vide, dans la découverte du rayonnement de Hawking émanant des trous noirs.

## Description
Cet effet consiste en un dédoublement des raies d’émission d’un spectre atomique. Le modèle de l’atome d’hydrogène en mécanique quantique de l’électron permet de prévoir la valeur des fréquences d’émission électromagnétique (photons) observées dans un spectre d’émission atomique. On observe bien les raies d’émission prévues, mais elles sont dédoublées, et ce dédoublement est inexplicable en théorie quantique de l’électron seul.
La quantification du champ électromagnétique en électrodynamique quantique permet d’expliquer ce phénomène (seconde quantification). Ce phénomène s'explique par l’influence des fluctuations de l’état de vide du champ électromagnétique (photons virtuels). Le vide quantique possède une énergie moyenne nulle (en physique quantique, seules les valeurs moyennes des propriétés sont observables : par définition, les valeurs observables sont les valeurs moyennes sur des opérateurs dit observables appliqués sur la fonction d’onde du système considéré). Mais son énergie sous forme de fluctuations n’est pas nulle et même diverge (est infinie). Ces fluctuations sont dites virtuelles c’est-à-dire qu’on ne peut les observer. Par contre, les fluctuations virtuelles du vide ont une influence sur ce qui peut être observé. Les fluctuations virtuelles ou particules virtuelles perturbent les particules réelles, et c’est ce qui provoque le décalage de Lamb.

## Anti-hydrogène
Dans l'espoir de détecter des différences de propriétés entre l'antimatière et la matière, la collaboration ALPHA a mesuré les fréquences des transitions 1s-2s et 2s1/2-2p1/2 de l'antihydrogène, et en a déduit son décalage de Lamb : il est le même que celui de l'hydrogène, aux incertitudes près (de l'ordre de 11 %).